# Ядерна енергія зв'язування
Ядерна енергія зв'язування (англ. nuclear binding energy)

Ядерна енергія зв'язування

- 1. Енергія, необхідна для розчленування атомного ядра на окремі протони й нейтрони.
- 2. Енергія, що виділяється при втраті маси, що супроводжує утворення атомного ядра з нуклонів. Вона еквівалентна різниці маси атомного ядра і суми мас його нуклонів. Енергія зв'язування, що припадає на один нуклон (BE/N) суттєво залежить від масового числа ядра (Mnu) (рисунок). Така залежність дозволяє окреслити області масових чисел ядер, де будуть енергетично вигідними реакції злиття чи розпаду ядер.

Для ядер з масовим числом менше 56 такими будуть реакції злиття ядер (область1), а для ядер з масовим числом більшим, ніж 56 — реакції розпаду ядер (область 2).